# Chinook (tribu)
Pour les articles homonymes, voir Chinook.

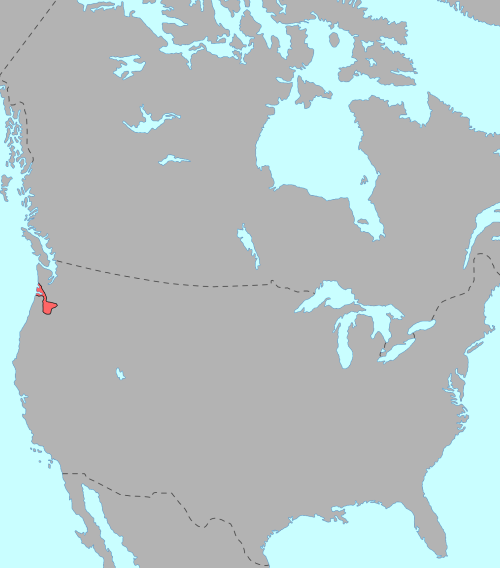
Territoire chinook.

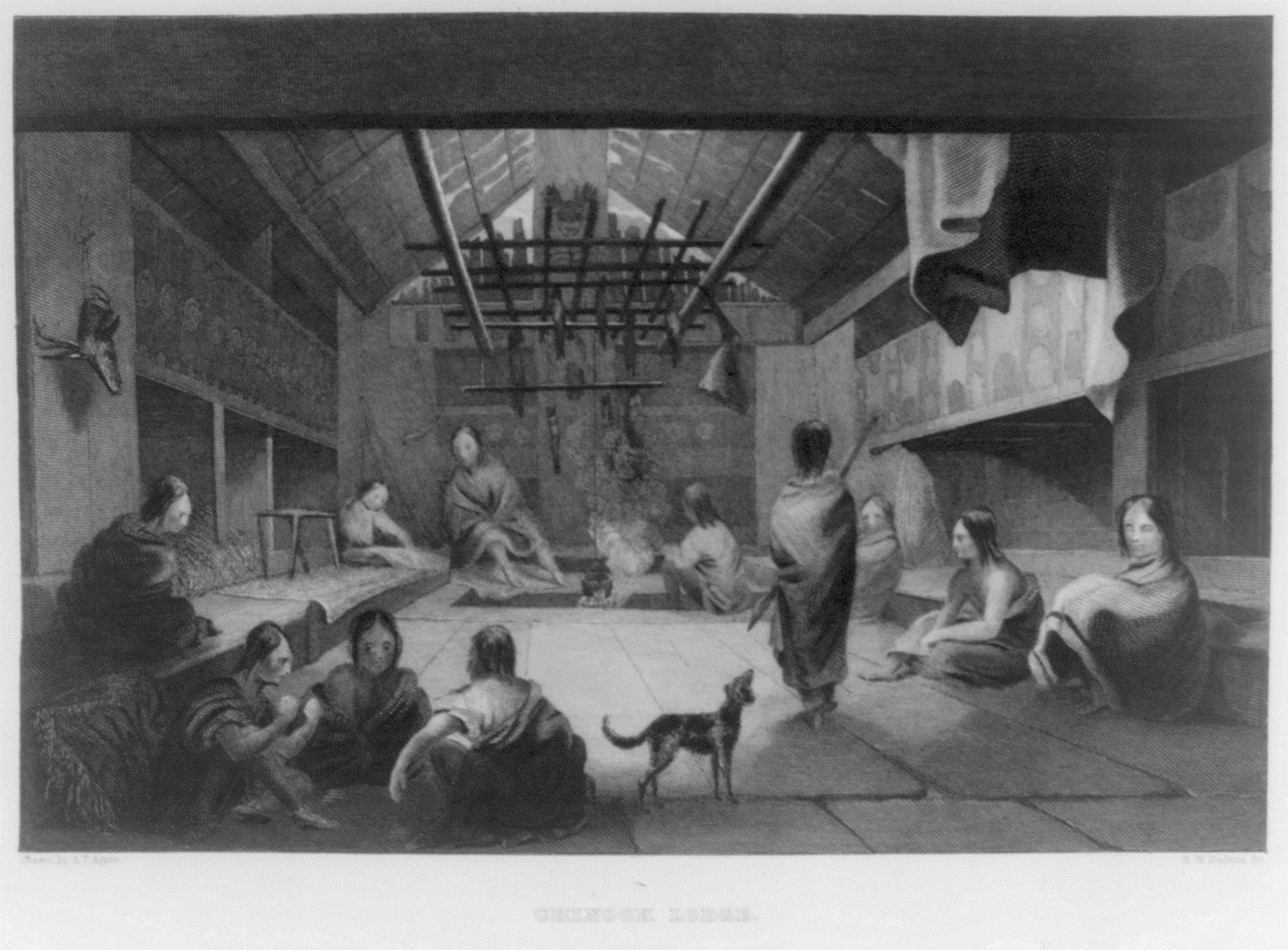
Intérieur d'une cabane chinook dans les années 1850

Les Chinooks du haut et les Chinooks du bas, dans l'État du Washington.

Les Chinook étaient des autochtones d'Amérique qui vivaient sur la côte Pacifique, au nord-ouest de l'Amérique du Nord, à l'emplacement actuel des États de l'Oregon et de Washington. Leur territoire s'étendait principalement le long du fleuve Columbia.

## Histoire
Ils avaient la réputation d'être d'excellents commerçants, parcourant des milliers de kilomètres et entretenant des relations avec de nombreux peuples. Habitant le long du fleuve, la pêche et le poisson occupaient une place essentielle dans la vie de la communauté. Le saumon constituait l'essentiel des échanges commerciaux, complété par des canoës, des esclaves et des coquilles. Les échanges entre les différents peuples étaient rendus possibles par l'usage d'une langue spécifique au commerce, combinant des éléments de chinook, de nootka, d'anglais et de français, et couramment utilisé tout le long de la côte Pacifique, de la Californie à l'Alaska.
Les Chinook doivent également leur renommée à des explorateurs américains. Quand Lewis et Clark ont trouvé leur chemin par le pays ils ont trouvé beaucoup de différents types de personnes. Les Chinook étaient les premières personnes documentées rencontrées par ces explorateurs. Après, la nouvelle civilisation s'est déplacée à l'ouest, fermant l'espace aux Chinook. Les Chinook ne se sont pas bien accommodés avec les Européens anglo-saxons et leur population a lentement diminué. Ils ont été finalement déportés dans des réserves et dépossédés de leurs terres. Nos connaissances sur eux proviennent seulement de la documentation des partenaires commerciaux et des tribus voisines.

## Vie quotidienne
Le maillage social de la tribu chinook est composé de beaucoup de parents proches. Ils étaient menés par un aîné qui était bien respecté dans la communauté. Leur religion et leur foi dérivaient de leur vie. La religion chinook s'est concentrée sur le premier rite saumoné, un rituel dans lequel chaque groupe a fait bon accueil à la course annuelle de saumons. Un autre rite religieux important était la recherche individuelle d'esprit, une épreuve entreprise par tous les hommes, jeunes et adultes, et quelques adolescentes pour conquérir les esprits des gardiens qui leur donneraient des puissances de chasse, de traitement, ou autre, leur porteraient bonheur, ou leur enseigneraient des chansons et des danses. Les cérémonies de chant étaient des démonstrations publiques de ces cadeaux. Les Chinooks participaient également à des potlatch, cérémonies d'échange de biens.

## Prénoms chinooks
Les Chinooks ont donné des prénoms inspirés de la nature qui les entoure, des forces surnaturelles qu'ils perçoivent, des qualités des personnes, ou bien d'autres évènements de la vie, souvent liés à la naissance. Tout comme l'ensemble des peuples nord-amérindiens dont l'étymologie des prénoms est similaire.
Tyee est un prénom masculin d'origine chinook qui signifie chef.